# Razza ariana

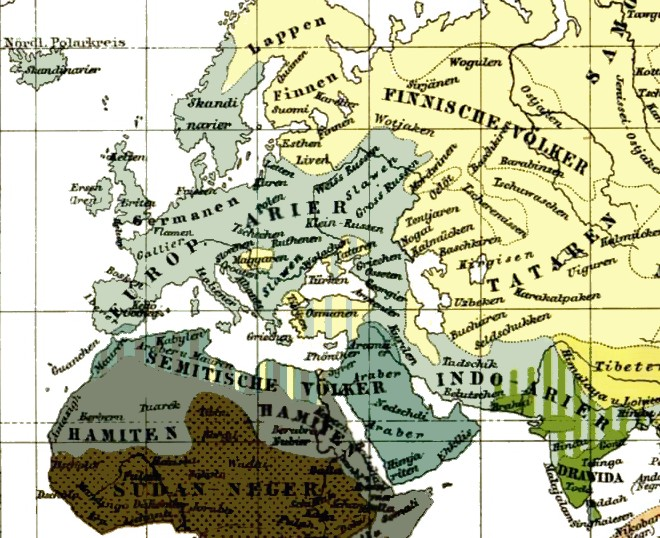
La quarta edizione del Meyers Konversations-Lexikon (1890) mostra gli "Ariani europei" e gli "Indo-ariani" che, insieme ai "Popoli semitici", costituirebbero la "razza caucasoide"

Razza ariana ha indicato, tra il tardo XIX secolo e la metà del XX secolo, un immaginario raggruppamento razziale utilizzato per descrivere i popoli di origine indoeuropea; tale definizione era funzionale ad un'ideologia che sosteneva che quella ariana costituisse una razza superiore.
Il termine venne infatti utilizzato da Adolf Hitler nel libro Mein Kampf per identificare, geneticamente, i popoli nord europei come sinonimo di razza nordica e identifica quelle popolazioni presenti fin dal III millennio a.C. sia nella Scandinavia meridionale che nella Germania settentrionale e le attuali popolazioni di Germania, Islanda, Danimarca, Paesi Bassi, Norvegia e Svezia. In senso più lato, razza ariana indica anche le attuali popolazioni europee non nordiche discendenti, in parte, dai popoli nordici che durante le grandi migrazioni del V secolo (Völkerwanderung) hanno oltrepassato il Reno e il Danubio, invadendo tutta l'Europa.
Durante la Völkerwanderung, nelle isole britanniche si sono insediati gli Angli e i Sassoni, in Francia i Franchi, in Italia gli Ostrogoti e i Longobardi, nella penisola iberica i Vandali e i Visigoti, e nell'Europa centro-orientale varie altre popolazioni germaniche. 
La suddivisione della specie umana in razze diverse è ritenuta non scientifica tanto che anche la Dichiarazione sulla razza dell'UNESCO del 1950 riconosce il concetto di etnia e non quello di razza, come unica suddivisione possibile della specie umana in cui sia riscontrabile una vera omogeneità tra gli individui.

## Storia

### Origine del termine
Mentre originariamente il termine intendeva semplicemente una classificazione etnolinguistica, a partire dalla fine del XIX secolo il concetto della razza ariana è stato usato come forma di razzismo scientifico, una pseudoscienza usata dai proponenti di un razzismo ideologicamente motivato e suprematista come ad esempio nelle dottrine del Nazismo e del neonazismo.
Il termine "ariano" indicava i popoli iranici e derivava dall'appellativo usato da questi popoli per chiamarsi fra di loro (dal sanscrito ariyà, cioè "signore"); il sanscrito veniva ritenuto in Europa la lingua originaria dalle quali le lingue indoeuropee si sarebbero originate, portata in India da gruppi antropologicamente omogenei emigrati in epoca preistorica dall'Europa centrosettentrionale; poiché i popoli di lingua indoiranica usavano chiamarsi Ari, l’uso del termine arisch fu esteso da parte dei teorici del nazismo a indicare una razza in diretta continuazione della antica popolazione ariana; si tratta di un falso storico in quanto basato sull'erronea identificazione della lingua con la razza e sul mito dell'esistenza di una razza e di una lingua pura. Essa deriva dall'idea che i protoindoeuropei e i loro discendenti costituiscano una "razza" distintiva della "razza Caucasica" (oggi indicata come europoide), il tutto in un'erronea trasposizione sul piano biologico delle famiglie linguistiche.
Tale espressione è principalmente nota per essere stata utilizzata, nel corso degli anni trenta e quaranta, come una delle basi ideologiche del nazismo e per il tentativo di genocidio delle "razze non-ariane" presenti in Europa come ebrei (Shoah), e di eliminare presunti elementi "ariani degenerati" tra i Popolo romanì (Porajmos), nonostante entrambi i gruppi fossero di lingua indoeuropea (lingua yiddish degli ebrei è appartenente alle lingue germaniche, e la lingua romaní del popolo romanì è appartenente alle lingue indoarie); in entrambi i casi era comunque ampiamente diffuso l'uso, anche come madrelingua, di altre lingue indoeuropee come il tedesco, il polacco o il russo, fra le altre. Anche le popolazioni slave erano considerate inferiori a quella ariana germanica. Secondo tale teoria, la razza ariana sarebbe la diretta discendente biologica del popolo protoindoeuropeo il quale durante la Preistoria (tra il V millennio a.C. e il II millennio a.C.) si è frammentato in un vasto e complesso moto migratorio che l'ha portato, partendo dalla propria patria originale (spesso indicata con l'espressione tedesca di Urheimat protoindoeuropea), a diffondersi in gran parte dell'Eurasia, variamente mescolandosi con le popolazioni preesistenti, formando i popoli indoeuropei.

### XIX secolo

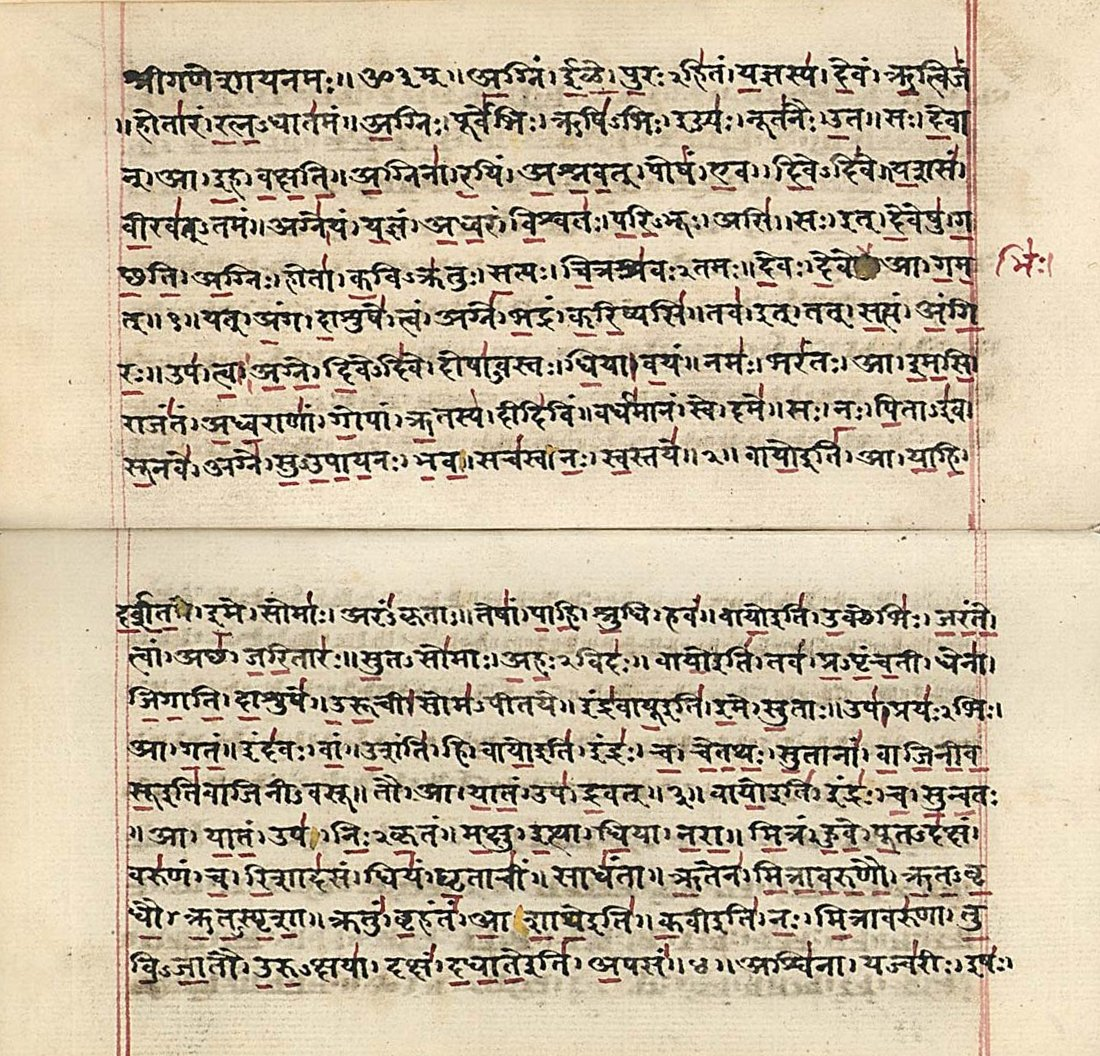
I quattro Veda e più specificamente Rigveda, il più antico, rimangono la principale fonte di cultura indoaria

L'idea di razza ariana nasce dalla trasposizione sul piano biologico di una delle maggiori conquiste della linguistica storica all'inizio del XIX secolo: l'identificazione della famiglia linguistica indoeuropea, alla quale appartengono numerose lingue eurasiatiche che condividono molte caratteristiche in comune nel vocabolario e nella grammatica; inoltre è stata rilevata una somiglianza notevole nella mitologia e nella religione di diversi popoli antichi di lingua indoeuropea.
Basandosi su documenti in lingua persiana e hindi si giunse alla conclusione, poi rifiutata dall'indoeuropeistica contemporanea, che i portatori di questa lingua si autodenominassero Ariani (dal sanscrito "Arya", che significa "nobile" o "puro"). La parola "arianno" compare per la prima volta nel testo sacro degli Indoari Rigveda e nell'Avestā degli Iranici.
I termini in lingua vedica e avestica sono derivati direttamente dall'"*arya" delle lingue indoiraniche, apparentemente un'autodenominazione dei proto-indoiranici. Poiché, nel XIX secolo, gli Indoiranici erano il popolo che parlava quella che all'epoca era ritenuta essere la più antica lingua indoeuropea, la parola "ariano" venne conseguentemente adottata per riferirsi non solo alla gente indoiranica, ma anche a tutti gli altri popoli indoeuropei.
Nel XIX secolo si passò a ritenere che gli esseri umani che parlano la lingua discendente dai protoindoeuropei (tra i quali gran parte degli europei) discendessero anche geneticamente da questo popolo. Di conseguenza gli esseri umani "bianchi" sono stati identificati come discendenti degli Ariani. Gli ebrei, sebbene in Europa siano indistinguibili dagli altri popoli (anche per il colore chiaro della pelle e degli occhi), vennero nel secolo successivo esclusi da questa definizione durante il periodo in cui il nazionalsocialismo fu al potere, perché non ritenuti di "pura origine indogermanica".

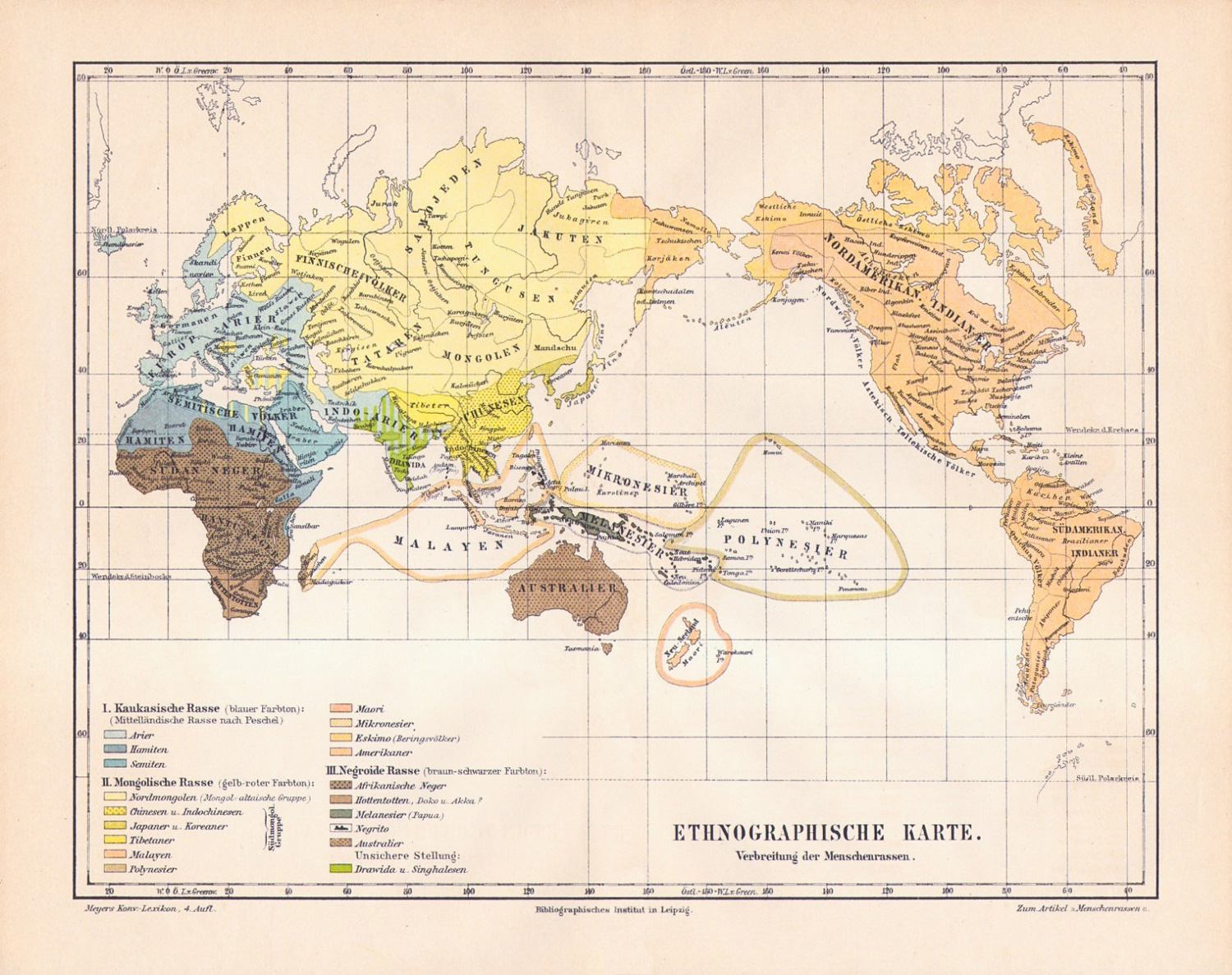
La IV edizione del Meyers Konversations-Lexikon (Lipsia, 1885-1890) mostra la razza caucasica (in varie tonalità di verde azzurro grigio) che comprende gli ariani, i semiti e i camiti. Gli ariani sono ulteriormente suddivisi in "ariani europei" e "indo-ariani" (il termine "indo-ariano" è stato poi usato per descrivere quelli che ora sono chiamati indoiranici). Di Herrmann Julius Meyer, figlio di Joseph Meyer.

Nel contesto dell'antropologia fisica del XIX secolo e nel razzismo scientifico, il termine "razza ariana" venne erroneamente applicato a tutte le persone discendenti dai protoindoeuropei, un sottogruppo della razza caucasica (Europoide) europea; oltre agli indoiranici (che sono le uniche persone conosciute per aver usato il termine Arya come un vero e proprio nome distintivo nell'antichità).
Questo uso venne considerato inizialmente includere gli abitanti dell'Australasia, del Caucaso, dell'Asia centrale, dell'Europa, dell'America Latina, dell'America del Nord, della Siberia, dell'Asia meridionale, l'Africa meridionale ed infine anche dell'Asia occidentale. Tali rivendicazioni divennero sempre più diffuse a partire dagli inizi del XIX secolo, quando si credette comunemente che gli ariani fossero originari delle steppa pontico-caspica euroasiatica sud-occidentali (Russia e Ucraina).
Friedrich Max Müller viene spesso identificato per essere stato il primo scrittore a citare una "razza ariana" in lingua inglese; nelle sue Lezioni sulla scienza del linguaggio (1861) Müller si riferì agli ariani come essere una "razza umana". All'epoca il termine "razza" aveva il significato di "gruppo di tribù o di popoli, gruppo etnico".

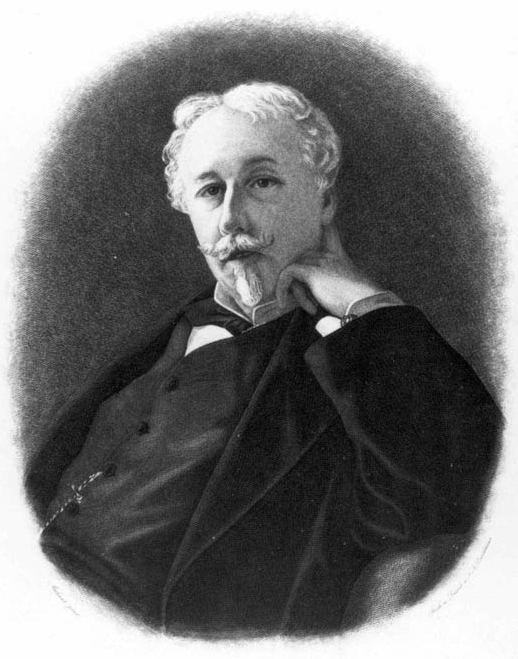
Il teorico del razzismo scientifico Joseph Arthur de Gobineau, autore di un Saggio sulla disuguaglianza delle razze umane

Il concetto di "Aryan" di Müller fu successivamente interpretato per indicare un sottogruppo biologico distinto di umanità, da parte di scrittori come Joseph Arthur de Gobineau il quale nel suo Saggio sulla disuguaglianza delle razze umane pubblicato nel 1854 sostenne che gli ariani rappresentassero un ramo superiore dell'umanità. In lui si trova la prima definizione di razza ariana come "razza bianca pura"; al saggista francese interessò affermare la superiorità dell'aristocrazia ariana rispetto al popolo, secondo lui invece frutto della mescolanza degli Ariani con razze inferiori.
L'idea che gli europei fossero i più puri è stata successivamente affermata anche da altri scrittori come Houston Stewart Chamberlain (discepolo di Gobineau e autore de I fondamenti del diciannovesimo secolo, 1899) che ha scritto della razza ariana come di «colei che ha parlato le lingue indoeuropee ed è stata prescelta per essere il più nobile dei popoli».
Müller si oppose però alla mescolanza della linguistica con l'antropologia: «devo continuare a ripetere quello che ho già detto molte altre volte e cioè che sarebbe sbagliato parlare del sangue ariano come della grammatica dolicocefala». Riprese la sua opposizione a questo ancora nel 1888 nel suo saggio intitolato Biografie delle parole e delle sedi originarie degli ariani.
Verso la fine del XIX secolo la teoria sulle origini indoerupee dalla steppa fu contestata dalla prospettiva che vedeva invece gli Indoeuropei originatisi nei territori dell'antica Germania Magna o, in alternativa, nella penisola scandinava e che in tali paesi l'origine indoeuropea ancestrale fosse stata conservata. La parola Aryan venne pertanto utilizzata ancora più restrittivamente - ed ancor meno in linea con le sue origini indo-iraniche - per significare "germanico", "nordico" o i paesi nordici europei.
Questa implicita suddivisione dei caucasoidi (Europoide) in ariani, Semiti e Camiti si basò molto più sulla ricerca linguistica che sull'antropologa fisica; ma in parallelo ad una divisione tripartita arcaica in antropologia tra razza nordica, razza alpina e razza mediterranea.
Un certo numero di scrittori successivi, tra cui l'antropologo francese Georges Vacher de Lapouge con il suo libro L'Aryen, sostennero che questo ramo superiore avrebbe potuto essere identificato biologicamente utilizzando l'indice cefalico (una misurazione della forma della testa) assieme ad altri indicatori. Sostenne anche che gli europei dolicocefali-biondi con forma della testa allungata, tipicamente presenti nell'Europa settentrionale, fossero i dominatori naturali destinati a governare a breve termine tutti i popoli caratterizzati da brachicefalia.
L'origine tedesca degli ariani fu promossa soprattutto dall'archeologo Gustaf Kossinna il quale affermò che i protoindoeuropei fossero identici a quelli della Cultura della ceramica cordata della Germania neolitica. Quest'idea venne ampiamente diffusa nella cultura intellettuale e popolare fin dall'inizio del XX secolo e si riflette nel concetto di "Corded-Nordics" sviluppato in seguito dallo statunitense Carleton Stevens Coon tramite il suo libro The Races of Europe (Coon) del 1939.
Altri antropologi però contestarono tali affermazioni. Nell'impero tedesco Rudolf Virchow condusse un accurato studio sulla craniometria, che lo spinse a denunciare il "misticismo nordico" nel congresso antropologico svoltosi a Karlsruhe nel 1885, mentre Josef Kollmann, un collaboratore di Virchow non esitò ad affermare durante lo stesso congresso che i cittadini europei, tedeschi, inglesi, francesi e spagnoli appartenessero in realtà ad una "miscela di varie razze", dichiarando inoltre che "i risultati della craniologia ... sono contro ogni teoria relativa alla superiorità di questa o quella razza europea" rispetto alle altre.

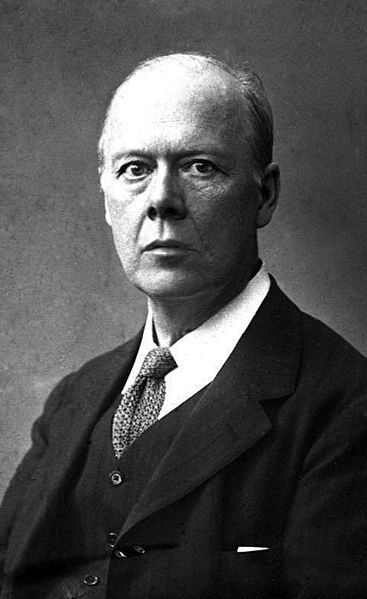
L'anglotedesco Houston Stewart Chamberlain, autore di punta del razzismo scientifico con il suo libro del 1899 I fondamenti del diciannovesimo secolo

Il contributo di Virchow al dibattito non mancò di scatenare un'accesa controversia. Lo scrittore britannico naturalizzato tedesco Houston Stewart Chamberlain, uno dei più forti sostenitori della teoria di una razza ariana superiore o "razza germanica", attaccò fin nei dettagli gli argomenti di Kollmann. Mentre la teoria della razza ariana rimase molto popolare, in particolare nella repubblica di Weimar, alcuni autori difesero la prospettiva di Virchow, in particolare il filologo Otto Schrader, il giurista Rudolph von Jhering e l'etnologo Robert Hartmann (1831-1893); quest'ultimo propose addirittura di vietare la nozione di "ariano" nell'antropologia.
Nell'Impero anglo-indiano, sotto la dominazione dell'Impero britannico, i britannici usarono l'idea della razza ariana conquistatrice per fondere la colonizzazione britannica con il sistema delle caste in India. Si ribadì pertanto che gli Ariani fossero gente "bianca" che aveva invaso il subcontinente indiano nei periodi antichi, sottomettendo i Dravida indigeni più scuri, spingendoli sempre più verso l'India meridionale, Così la stessa fondazione dell'Induismo venne attribuita agli invasori "bianchi" che si stabilirono in qualità di casta dominante e che scrissero in seguito i testi sacri dei Veda.

#### Teosofia
Helena Blavatsky, fondatrice della Teosofia, sosteneva che l'umanità fosse discendente da una serie di "razze radici", denominando la quinta di queste (su sette) "razza ariana"; pensò anche che gli Ariani originariamente provenissero dal continente perduto di Atlantide e descrisse le razze ariane con le seguenti parole:

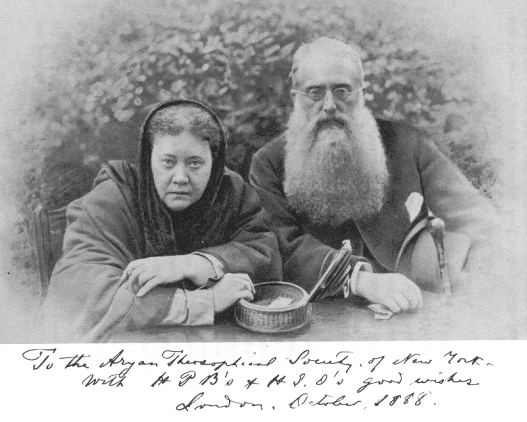
Helena Blavatsky e Henry Steel Olcott, fondatori della Teosofia

Blavatsky utilizzò la parola "razza radice" come termine tecnico per descrivere l'evoluzione umana durante gli immensi periodi di tempo della sua cosmologia. Tuttavia sostenne anche che vi fossero popoli moderni non ariani, che erano per natura inferiori agli ariani; contrappose regolarmente gli ariani alla "cultura semitica", a detrimento di quest'ultima, affermando che i popoli semitici fossero un tipo di ariani diventati "spiritualmente degenerati e perfezionatisi soltanto nell'ambito del materialismo". Ella affermò inoltre che alcuni popoli sono delle creature semi-animali; tra questi ultimi vi incluse gli aborigeni della Tasmania, gli aborigeni australiani e le tribù di montagna presenti in Cina; sempre secondo questa opinione esisterebbero anche un notevole numero di popoli misti "Lemuro-Atlantidei" prodottisi da vari incroci con tali razze semi-umane, ad esempio i selvaggi del Borneo, i Vedda dell'isola di Ceylon, la maggior parte degli australiani non bianchi, i boscimani, i negritos, gli Andamanesi e via di seguito.

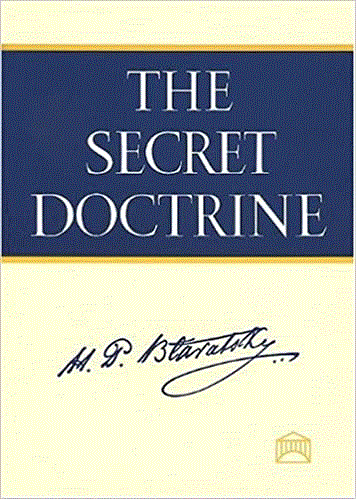
Edizione del 1888 de La Dottrina Segreta

Nonostante questo palese razzismo gli ammiratori di Blavatsky ci tennero ad affermare che il suo pensiero non fosse collegato a idee razziste o di suprematiste, bensì che credesse invece in una "Fratellanza universale" dell'umanità e, per la verità, in effetti scrisse anche che: "tutti gli uomini hanno la stessa origine spiritualmente e fisicamente ... l'umanità è essenzialmente una e composta dalla stessa essenza".
D'altra parte nel suo libro più celebre intitolato La Dottrina Segreta Blavatsky ribadisce che "in verità l'umanità è di un solo sangue, ma non della stessa essenza". Blavatsky propose una connessione costante tra le "razze fisiche" e i loro attributi spirituali, questo in tutte le sue numerose opere
 Più avanti prosegue dicendo:

Secondo Blavatsky le monadi dei più bassi esemplari dell'umanità, "il gretto testone selvaggio delle isole dei Mari del Sud, l'africano e l'aborigeno non ebbero abbastanza Karma positivo da permettergli la reincarnazione come autentici esseri umani, come invece accadde ai loro fratelli maggiormente favoriti dall'intelligenza". Profetizzò inoltre la completa distruzione dei "fallimenti razziali della Natura" in quanto fatti scomparire dalla "futura razza superiore"
La seconda sottorazza della quinta razza radice ariana, gli arabi, venne considerata dai teosofi come una delle sub-razze ariane; secondo queste opinioni gli arabi, pur sostenuti dalla teosofia tradizionale di origine ariana (cioè indoerupea) adottarono le lingue semitiche delle persone presenti intorno a loro e che erano emigrate precedentemente da Atlantide (la quinta originale subrazza dei Semiti appartenente alla "razza radice" atlantidea).

I teosofi affermarono infine che gli ebrei ebbero la loro origine come tipo della sub-razza araba in quello che è attualmente lo Yemen all'incirca 30.000 anni a.C. Essi successivamente migrarono prima in Somalia ed in seguito nell'antico Egitto, ove vissero fino al tempo di Mosè; così, secondo gli insegnamenti della teosofia, gli ebrei farebbero parte integrante della razza ariana.

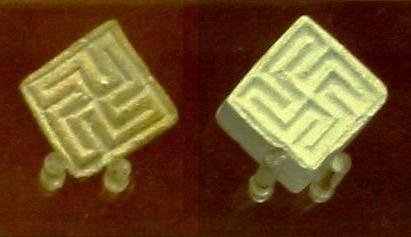
Sigilli con svastiche dalla Valle dell'Indo, oggi preservati al British Museum.

Guido von List (e i suoi seguaci come Lanz von Liebenfels) ripresero successivamente alcune delle idee di Blavatsky, mescolandole con idee nazionaliste e di stampo fascista; questo sistema di pensiero divenne noto come Ariosofia. Si credette allora che i diretti discendenti dei Teutoni fossero superiori a tutti gli altri popoli perché, secondo la teosofia, i Teutonici o Nordici erano la più recente sub-razza della razza radice ariana ad essersi evoluta. Tali visioni alimentarono anche lo sviluppo delle basi ideologiche del nazismo. Le pubblicazioni teosofiche come The Aryan Path furono fortemente contrarie all'utilizzo delle loro idee da parte del nazionalsocialismo, attaccando la politica razziale nella Germania nazista.

### XX secolo

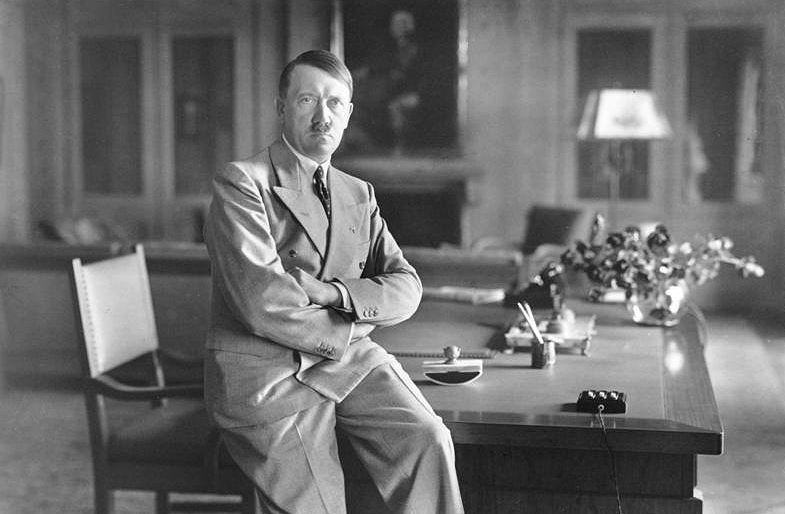
Foto di Hitler nel 1933

Secondo l'ideologia nazista la "razza ariana" (in lingua tedesca arische Rasse) comprenderebbe tutti i popoli europei eccettuati i lapponi, questo almeno venne inizialmente affermato da Adolf Hitler nel suo Mein Kampf (1923). Allo stesso tempo Hitler propose il principio della diversità tra gli ariani stessi, assegnando un primato "biologico" ai popoli nordici (intendendo non tanto i Paesi nordici come oggi sono comunemente intesi, quanto quelli dove si parla una delle Lingue germaniche) rispetto agli altri ariani.
Secondo gli ideologi nazionalsocialisti la razza ariana sviluppò una civiltà che dominò il mondo intero negli ultimi cinquemila anni. Questa civiltà declinò però in molti paesi al di fuori del continente europeo perché le "razze inferiori" mischiarono il loro sangue con quello ariano; tracce della civiltà ariana sarebbero quindi ancora visibili nel Tibet (attraverso il buddhismo), in Cina (Tocari) e nel subcontinente indiano.

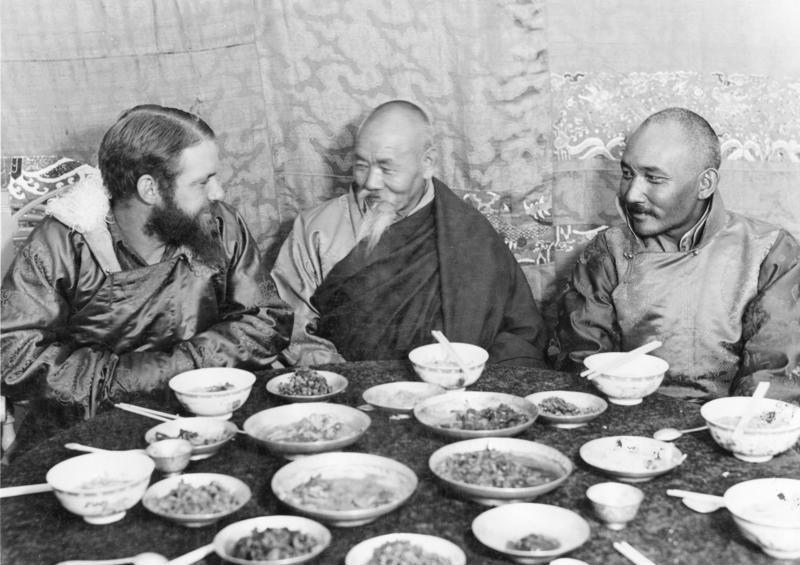
Ernst Schäfer in Tibet assieme a due monaci del buddhismo tibetano.

Già prima della salita al potere di Hitler, nel 1931-32 Heinrich Himmler inviò l'ornitologo e zoologo tedesco Ernst Schäfer in Tibet e in Nepal (vedi spedizioni naziste in Tibet), che vennero visti come la culla della civiltà, dove ritenne fossero comparsi i primi ariani. Con lui vi era anche l'antropologo Bruno Beger, che effettuò tutta una serie di misure di biometria sui nativi. La convinzione di un'unica civiltà indoeuropea millenaria portò il movimento nazionalsocialista ad adottare come simbolo ufficiale un antico simbolo indoeuropeo: la svastica (in tedesco Swastika).

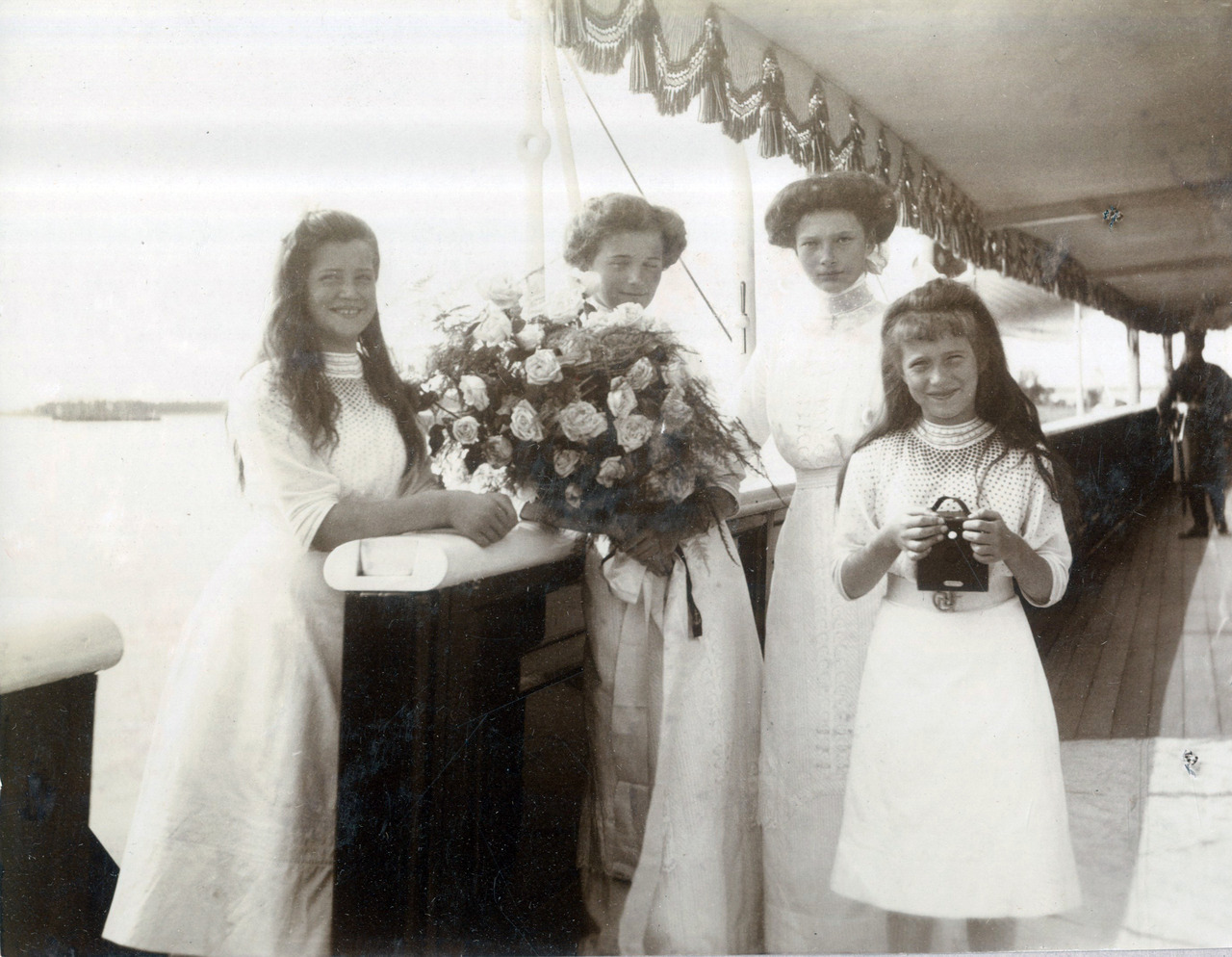
La granduchessa Anastasia Romanova ha come fibbia della propria cintura una svastica, 24 luglio 1912.

L'ariano venne considerato fisicamente e mentalmente superiore e su questa estrema ricerca della purezza fu basato tutto il concetto di razza. L'ideologia del nazionalsocialismo interpretò così il termine "ariano" come razza dominante puramente germanica, la cui missione sarebbe stata quella di sottomettere o far estinguere tutti i presunti popoli inferiori.
La teoria che la patria originaria ariana si trovasse nelle steppe della Russia (Teoria kurganica, tutt'oggi ampiamente maggioritaria nell'indoeuropeistica) è stata rifiutata in larga misura dai circoli nazionalisti in Germania. Secondo teorie pseudoscientifiche (per esempio quella di Hans F.K. Günther) l'ariano è originario delle regioni meridionali della Scandinavia o della Germania settentrionale, o almeno le caratteristiche razziali originarie si sono mantenute particolarmente pure in tali regioni.
Il tutto condusse infine ad un genocidio (principalmente contro gli ebrei e il Popolo romaní), oltre che di persecuzione e omicidio di massa, nei confronti di altri gruppi identificati su basi maggiormente sociali e politiche, quali gli omosessuali, i cosiddetti "antisociali", gli oppositori del regime (in particolare gli affiliati al comunismo), i testimoni di Geova e gli appartenenti ad altre sette religiose.

#### Nazionalsocialismo

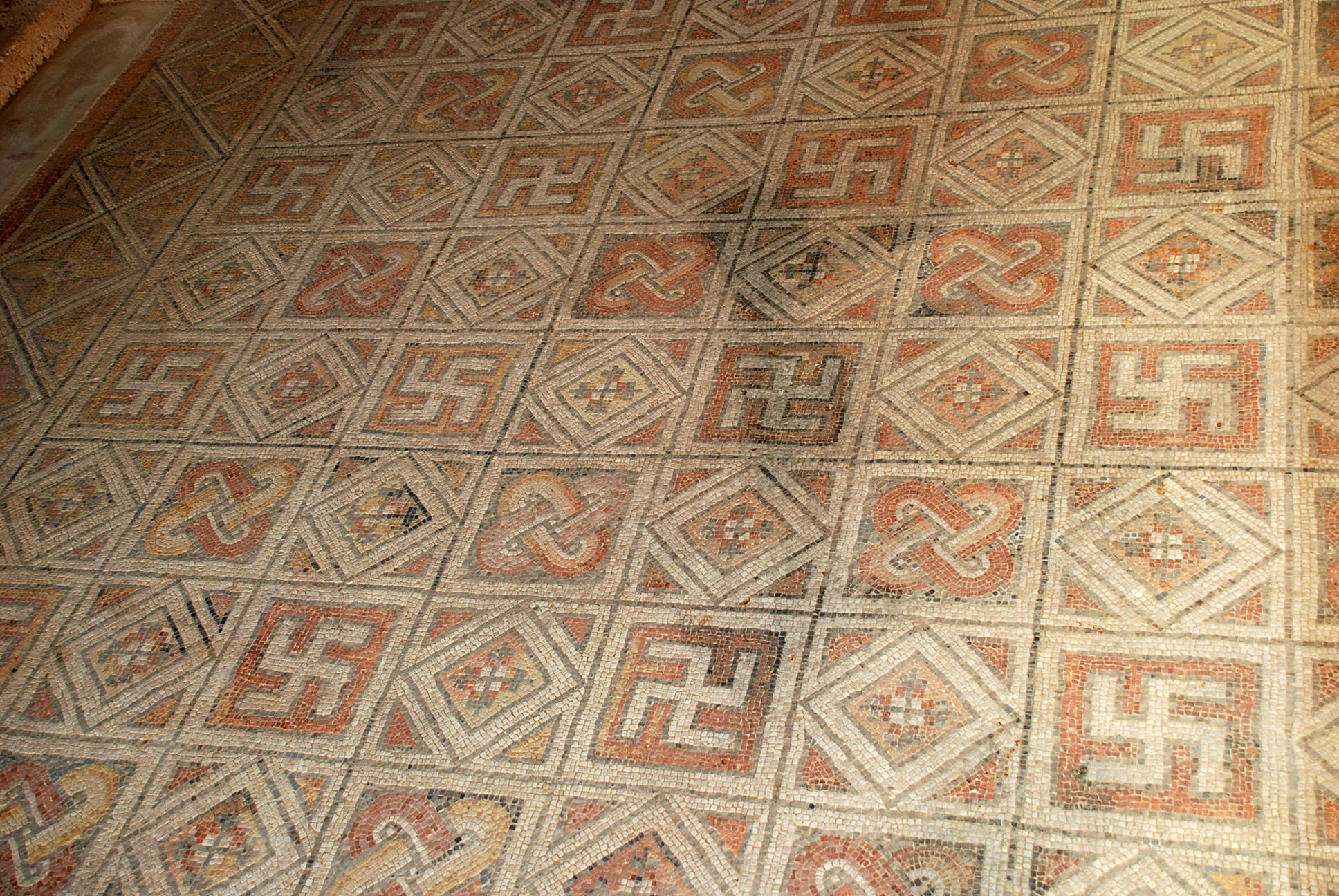
Mosaico romano con svastiche e altri simboli a La Olmeda, Spagna

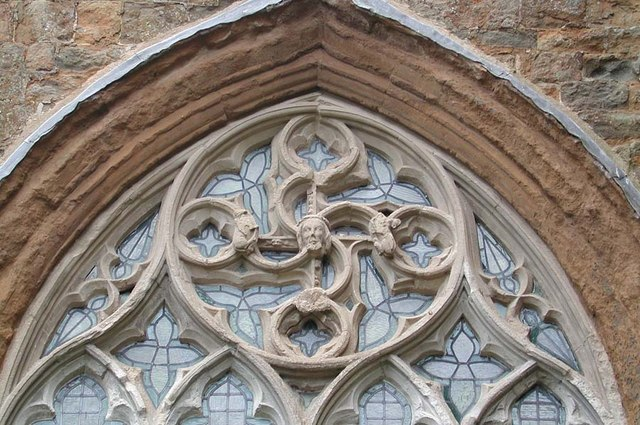
Volto di Cristo al centro di una svastica in un rosone della chiesa di Santa Maria a Bloxham, Inghilterra

Le basi ideologiche del nazismo si fondarono sulla concezione dell'antica razza ariana – che per sua intima natura costituirebbe una razza superiore – e sull'idea che i popoli germanici erano i popoli esistenti più puri sul piano razziale dell'intero gruppo ariano. La concezione nazista della razza ariana nacque da idee precedenti che proponevano una concezione di supremazia razziale, ben descritta da figure teoriche del razzismo scientifico come Joseph Arthur de Gobineau e Houston Stewart Chamberlain.

##### Günther (1922) e suoi sviluppi
Il teorico razziale nazista Hans F.K. Günther identificò la razza europea come composta da cinque razze subtipiche: razza nordica, razza mediterranea, razza alpina, razza dinarica e infine dalla "razza orientale del Mar Baltico".. Günther applicò al proprio discorso una concezione nordicista, secondo la quale, tra le cinque, i membri della razza nordica si trovavano più in alto nella gerarchia razziale.

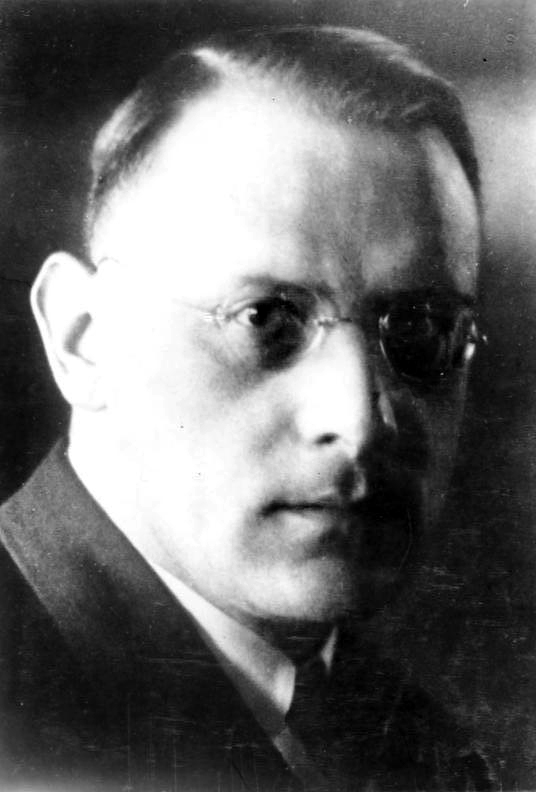
Foto di Hans F.K. Günther

Nel suo libro intitolato Rassenkunde des deutschen Volkes (1922) ("Scienza razziale del popolo tedesco"), Günther riconobbe i tedeschi essere un composto di tutti e cinque i sottotipi europei, ma non mancò di sottolineare il forte patrimonio nordico presente tra i tedeschi. Günther credette poi che gli slavi fossero una "razza orientale", e pertanto del tutto separata dai tedeschi e dai nordici, e avvertì del pericolo costituito dalla mescolanza razziale tra il sangue tedesco e quello slavo.
Definì ogni sottotipo razziale sulla base dell'aspetto fisico generale e delle qualità psicologiche, includendovi una "anima razziale", riferita ai tratti emotivi e alle credenze religiose, e fornendo informazioni dettagliate sui capelli, sugli occhi, sul colore della pelle umana e sulla struttura del viso. Fornì fotografie di tedeschi identificati come nordici in luoghi come Bedan, Stoccarda, Salisburgo e in Svevia; fornì anche foto di tedeschi identificati invece come alpini o mediterranei, in particolare in Vorarlberg, in Baviera e nella regione della Foresta Nera di Baden.
Il futuro Führer Adolf Hitler lesse con attenzione il libro di Günther, che influenzò la sua politica razziale nella Germania nazista, e grazie al sostegno del nazionalsocialismo lo stesso Günther raggiunse una posizione di rilievo nel reparto di antropologia dell'Università di Jena, dove nel 1932 Hitler in persona partecipò alla sua conferenza inaugurale.
Günther distinse gli ariani dagli ebrei, e individuò questi ultimi come i diretti discendenti di "razze extraeuropee", in particolare di quella che identificò come la "vicina razza asiatica" (Vorderasiatische), più comunemente conosciuta come "razza armenoide". Tali origini, disse, avevano reso gli ebrei fondamentalmente differenti dai tedeschi e dalla maggior parte degli europei, e pertanto incompatibili con essi. L'associazione degli ebrei con il tipo armenoide era peraltro già stata utilizzata in precedenza dagli stessi ebrei, laddove gli esponenti del sionismo sostenevano che gli ebrei appartenessero a tale gruppo.
Günther sostenne che la razza del Vicino Oriente discese dal Caucaso nel V e IV millennio a.C. per espandersi successivamente in Asia Minore e in Mesopotamia, fino a raggiungere la costa occidentale del Mar Mediterraneo orientale. Oltre ad attribuire agli armeni e agli ebrei caratteristiche proprie del Vicino Oriente, li associò anche a diversi altri gruppi contemporanei, tra cui greci, turchi, siriani e iraniani.
Nella sua opera Studio razziale del popolo ebraico, Günther definì l'anima razziale della "vicina razza asiatica" come l'enfatizzazione di uno "spirito commerciale" (Handelgeist), e descrisse i suoi membri come "commercianti con gli artigli", espressione che il teorico razziale ebreo Samuel Weissenberg aveva utilizzato per descrivere contemporaneamente armeni, greci ed ebrei.
Günther aggiunse solo a questa descrizione del tipo vicino-orientale quella di essere composto principalmente da commercianti abili e vigorosi, sostenendo inoltre che il tipo in questione disponesse di forti capacità di "manipolazione psicologica" che lo aiutavano nel commercio. Affermò infine che la cosiddetta razza vicino-orientale era stata "allevata non tanto per la conquista e lo sfruttamento della natura, quanto per la conquista e lo sfruttamento delle persone".
L'idea dell'origine nordica degli ariani rimase particolarmente influente in terra tedesca: si amava infatti molto l'idea che gli indoari vedici fossero etnicamente identici ai Goti, ai Vandali e ad altri antichi popoli germanici delle Völkerwanderung (le Invasioni barbariche del V secolo). Quest'idea venne spesso intrecciata con idee antisemitiche, laddove la distinzione tra i popoli ariani e quelli semitici venivano basate sulla storia linguistica ed etnica. Una teoria completa e altamente speculativa della storia ariana ed antisemita si può trovare nell'opera principale di Alfred Rosenberg inititolata il Mito del XX secolo.
Il racconto fatto da Rosenberg sulla storia antica, mischiato alle sue confuse speculazioni razziali dalla natura apparentemente scientifica, proposta in particolare in Razza e storia della razza, si dimostrò essere molto efficace nel diffondere le teorie ariane di supremazia e razzismo tra gli intellettuali tedeschi all'inizio del XX secolo, particolarmente dopo la prima guerra mondiale, e in misura eclatante con la presa del potere del nazionalsocialismo (v. Germania nazista).
Poco dopo la sua ascesa nel 1933, il Partito Nazionalsocialista Tedesco dei Lavoratori fece promulgare le "Gesetz zur Wiederherstellung des Berufsbeamtentums" (Leggi di restaurazione nel servizio professionale civile), che obbligavano tutti i funzionari a fornire la prova della loro origine ariana e definivano non ariano chi avesse avuto almeno un nonno ebreo.
Sempre nel 1933, il funzionario del ministero degli interni tedesco Albert Gorter redasse, in vista della promulgazione della nuova legge, una definizione ufficiale di razza ariana che vi includeva tutti gli europei non ebrei. Tale definizione risultò inaccettabile per i nazisti; Achim Gerke rivide quindi il progetto di Gorter sulla legge per il servizio civile classificando gli ariani come tutte quelle persone collegate al comune sangue tedesco. Le leggi di Norimberga del 1935 classificarono come "persone razzialmente accettabili" quelle che avessero una qualche connessione con il sangue tedesco.

#### Concezione hitleriana sulla razza superiore
La concezione hitleriana sull'Herrenvolk ariana, ovvero la razza superiore, escluse esplicitamente la stragrande maggioranza dei popoli slavi dell'Europa orientale, in quanto aventi pericolose influenze ebraico-asiatiche. A causa di ciò i nazisti dichiararono gli slavi essere degli Untermenschen (subumani). Alcune eccezioni vennero fatte per una piccola percentuale di slavi che i nazisti considerarono essere discendenti diretti da coloni tedeschi, e i quali, pertanto, avrebbero potuto essere opportunamente germanizzati con l'intento di farli ridiventare parte della razza ariana superiore.
Già nel Mein Kampf Hitler disse che gli slavi dei territori a est della Germania avrebbero dovuto essere trattati come i pellerossa negli Stati Uniti d'America, sebbene le lingue slave rientrino nel gruppo indoeuropeo.
Hitler descrisse gli slavi come "una massa di schiavi nati che sentono la necessità di un padrone", e dichiarò che, essendo gli slavi dei subumani, a loro non erano applicabili le convenzioni di Ginevra: durante la seconda guerra mondiale, quindi, i soldati tedeschi vennero autorizzati a ignorare del tutto le Convenzioni per quanto riguardava gli slavi. Hitler li chiamò anche "una grande famiglia di conigli", il che significava intrinsecamente inattivi e disorganizzati.
Il capo del Reichsministerium für Volksaufklärung und Propaganda (Ministero del Reich per l'istruzione pubblica e la propaganda) Joseph Goebbels parlò degli slavi come degli animali primitivi provenienti dalla tundra della Siberia, del tutto assimilabili a una "tenebrosa ondata di sporcizia".
La nozione che voleva gli slavi esseri inferiori fu parte del piano di creazione del "Lebensraum" ("spazio vitale") per i tedeschi e gli altri popoli germanici dell'Europa orientale, iniziato nel corso della guerra con il Generalplan Ost: milioni di tedeschi e di altri coloni germanici sarebbero dovuti essere trasferiti in massa nei territori conquistati dell'est europeo, mentre gli abitanti originari avrebbero dovuto semplicemente essere annientati, rimossi o posti in stato di schiavitù.
La politica razziale nella Germania nazista cambiò nei confronti degli slavi solo in risposta alla carenza di manodopera militare, tanto che il Reich accettò che gli slavi potessero servire nelle proprie forze armate nei territori occupati – pur essendo considerati subumani – solo per far fronte a tali carenze.
Lo Stato Indipendente di Croazia, alleato della Germania nazista, respinse la concezione comune che voleva i croati essere principalmente un popolo slavo, per sostenere invece che fossero tra i discendenti diretti dei Goti germanici. Malgrado l'alleanza, il regime nazista continuò però a classificare i croati come subumani.
La stessa incoerenza dimostrata nei confronti degli slavi ritornò alla luce più volte durante la guerra: per esempio, diversi popoli slavi militarono al fianco delle Potenze dell'Asse (i bulgari, lo Stato Indipendente di Croazia, la Repubblica Slovacca (1939-1945)) e durante l'operazione Barbarossa i tedeschi trovarono conveniente identificare una "morfologia" degli Ucraini affine a quella germanica, per poterli arruolare nelle Schutzstaffel (le SS).
Hitler dubitò spesso se i cechi fossero ariani. Nelle sue conversazioni a tavola disse infatti: "basterà solo che un ceco si lasci crescere i baffi perché qualcuno possa vedere, dal loro modo afflosciarsi, che la sua origine è mongoloide".
La questione riguardante il fatto se gli italiani fossero o meno sufficientemente ariani fu uno degli interrogativi dei teorici razziali nazisti; Hitler vide l'Italia settentrionale come fortemente ariana, non però l'Italia meridionale. I nazisti interpretarono la caduta dell'impero romano d'Occidente come risultato dell'inquinamento del sangue dovuto alla mescolanza razziale, sostenendo che gli italiani fossero un ibrido di razze, tra cui anche la razza negroide africana. Hitler menzionò anche la sua visione sulla presenza di sangue negro nei popoli mediterranei durante il suo primo incontro avvenuto con il Duce del fascismo Benito Mussolini nel 1934.
La definizione di ariano rimase in un continuo ondeggiamento in una misura tale che i nazisti finirono col domandarsi se i gruppi etnici europei come i finlandesi o gli ungheresi potessero venir classificati come ariani; gli ungheresi vennero classificati come "alienamente tribali", ma non necessariamente "alieni di sangue". Nel 1934 i nazisti arrivarono a pubblicare un opuscolo in cui si dichiarava che i magiari (che non erano stati ancora definiti) fossero ariani. L'anno seguente un altro articolo fatto pubblicare dai nazisti ammise che vi fossero delle controversie sullo status razziale degli ungheresi; tali controversie riguardanti la classificazione degli ungheresi come ariani durarono fino al 1943.
L'anno prima Hitler stesso dichiarò che i finlandesi fossero "il popolo più vicino alla razza germanica", anche se non vi fu mai alcuna prova che suggerisse che una tale affermazione si basasse su una qualsiasi teoria razziale.

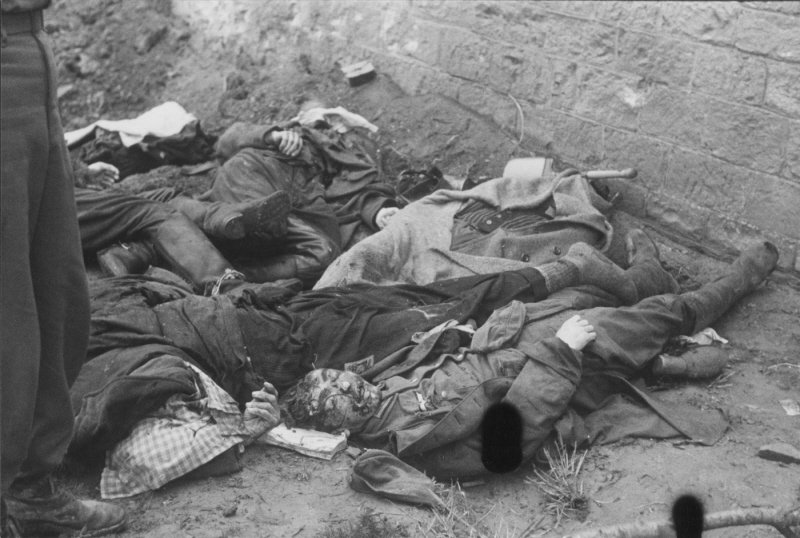
Soluzione finale della questione ebraica, campo di concentramento di Dachau (29 aprile 1945)

I popoli semitici vennero considerati come una presenza essenzialmente "straniera" presso le società ariane e i popoli semitici furono spesso indicati essere la causa principale della trasformazione e della distruzione dell'ordine sociale nonché portatori di valori conducenti alla rovina della cultura della Germania e dell'intera civiltà occidentale; questo dai teorici protonazisti come Houston Stewart Chamberlain.
Queste idee evolvettero nell'uso nazista del termine "razza ariana" per riferirsi a quella che considerarono come una razza superiore, definita in modo restrittivo dai nazisti come identica alla razza nordica, seguita da altre razze subgeniche della stessa razza ariana ed escludendovi gli slavi come non ariani. I nazisti lavorarono alacremente per mantenere la purezza di questa presunta razza attraverso programmi di eugenetica nazista; compresa la legislazione contro la mescolanza razziale, la sterilizzazione obbligatoria dei malati mentali e dei più carenti intellettivamente, l'esecuzione fisica del malato mentale istituzionalizzato come parte di un programma di eutanasia (uccisione dei disabili, portatori handicap fisici e psichici tramite il programma Aktion T4).
Heinrich Himmler (il Reichsführer-SS), la persona a cui Hitler ordinò direttamente di attuare la "soluzione finale della questione ebraica" attraverso il tentativo di genocidio (l'Olocausto o Shoah), confessò al suo medico e massaggiatore personale Felix Kersten di portare sempre con sé una copia dell'antica scrittura ariana, la Bhagavad Gita, poiché essa aveva il potere di sollevarlo di colpo da ciò che stava facendo; si sentì come il guerriero Arjuna il quale stava semplicemente facendo il proprio dovere senza attaccarsi alle sue azioni.
I nazionalsocialisti giustificarono in tal modo la catalogazione di semiti e di slavi come "subumani" (Untermenschen); utilizzarono ancora una volta un termine originariamente linguistico (semiti) in senso razziale. Gli abitanti della Germania nazista e delle zone controllate dai nazionalsocialisti dovettero fornire il cosiddetto Ariernachweise come prova della loro purezza razziale. Con l'idea di mantenere pura la razza ariana, l'eutanasia o la sterilizzazione obbligatoria vennero usate su individui mentalmente handicappati o altrimenti "indesiderabili".

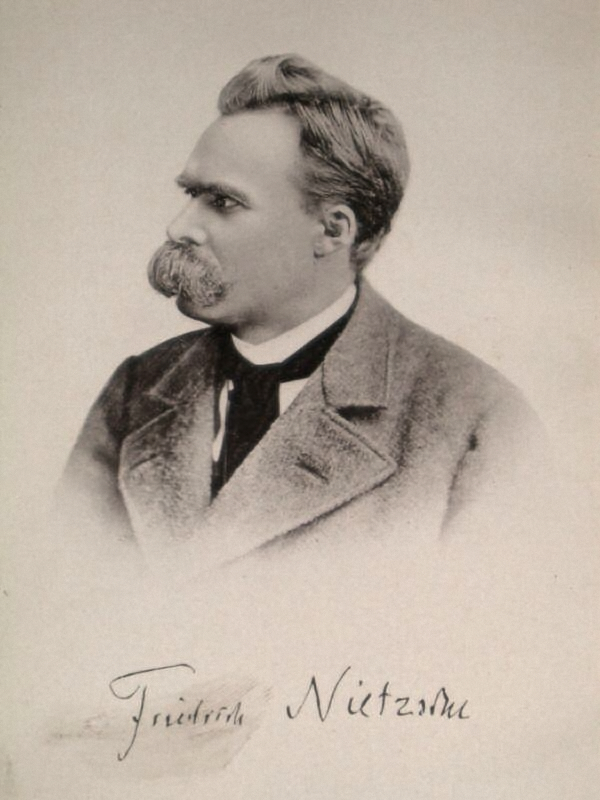
Il filosofo tedesco ottocentesco Friedrich Nietzsche venne travisato e ideologizzato dal nazionalsocialismo anche grazie alla sorella nazista e antisemita Elisabeth Förster-Nietzsche, unica custode fino alla morte del Nietzsche-Archiv.

### Nietzsche
Secondo l'ideologia nazista la storia sarebbe una lotta senza tregua tra la razza ariana, creatrice di civiltà, e le altre razze, considerate inferiori (Untermenschen, cioè i subumani) sia culturalmente che biologicamente. La "visione del mondo" (Weltanschauung) nazista derivò, in parte, anche da una distorsione del pensiero del filosofo tedesco ottocentesco Friedrich Nietzsche circa la contrapposizione tra l'uomo dallo "spirito libero", forte e nobile (che "anela al superuomo") e l'uomo debole, meschino, malato nell'anima (décadent, malriuscito e afflitto da Ressentiment, secondo le definizioni nietzscheane), il Letztemensch (ultimo uomo) che produce il comportamento del gregge (vedi moralità signore-servo).
Tuttavia l'idea nietzscheana di Übermensch implica una "rivoluzione umana" (l'uscita dal nichilismo mediante la costruzione di "nuove tavole di valori", vedi la trasvalutazione di tutti i valori) che non ha nulla a che vedere con distinzioni su base razziale: per Nietzsche esistono uomini superiori, non razze superiori. L'immagine di un Nietzsche fautore dell'arianesimo e dell'antisemitismo è dovuta alla manipolazione delle opere del filosofo ad opera della sorella Elisabeth Förster-Nietzsche, moglie di un noto agitatore antisemita (Bernhard Förster) e fervente ammiratrice di Hitler (nonché "icona culturale" del suo regime) negli ultimi anni della sua vita.

### In Italia
Durante un discorso pronunciato nel 1921 a Bologna Benito Mussolini affermò che "il fascismo è nato ... per un bisogno profondo e perenne rivolto a questa nostra razza mediterranea e ariana". In questo discorso Mussolini si riferì agli italiani come al ramo mediterraneo della razza ariana, ariani col significato di persone appartenenti ad una cultura e ad una delle lingue indoeuropee.
Il fascismo italiano non mancò di sottolineare che il concetto di razza fosse fortemente legato ai fondamenti spirituali e culturali e individuò una gerarchia razziale basata su questi fattori. Mentre il fascismo italiano basò la sua concezione di razza su tali fattori, Mussolini respinse espressamente le nozioni che volevano le razze biologicamente "pure" come esistenti, sebbene la biologia venisse ancora considerata un fattore rilevante nella concezione di razza.
Il fascismo rigettò quindi fortemente la comune concezione nordicista della razza ariana che idealizzava gli ariani "puri" come aventi alcuni tratti fisici predefiniti nordici come i capelli biondi e gli occhi azzurri. L'antipatia di Mussolini e di altri fascisti italiani nei confronti del nordicismo si fondava sull'esistenza di ciò che consideravano il complesso di inferiorità mediterraneo che sostenevano fosse stato instillato nei mediterranei dalla propagazione di tali teorie da parte dei nordici tedeschi e anglosassoni che consideravano razzisticamente i popoli mediterranei dei degenerati e quindi a loro parere inferiori.
Mussolini rifiutò di consentire all'Italia di precipitare ulteriormente in questo complesso di inferiorità, inizialmente respingendo il nordicismo. Tuttavia le rivendicazioni tradizionaliste dei mediterranei, fondamentalmente basate sul fatto di avere un colore più scuro della pelle rispetto ai Nordici, rimasero nel tempo come un rimprovero nel campo dell'antropologia, anche attraverso la teoria della depigmentazione la quale affermava che i popoli dell'Europa settentrionale si fossero sbiancati a partire da una popolazione di pelle più scura; punto di vista questo accettato in antropologia.
L'antropologo statunitense Carleton Stevens Coon nella sua opera intitolata The Races of Europe (Coon) del 1939 sottoscrisse la teoria della depigmentazione che affermava che il colore della pelle umana più chiaro così evidente nella razza nordica fosse il risultato della depigmentazione dei loro antenati di razza mediterranea.
All'inizio degli anni trenta, con la crescita sempre più evidente delle idee del nazionalsocialismo nella repubblica di Weimar e poi con la presa del potere da parte del Führer Adolf Hitler, si posero stabilmente le basi di una concezione nordicista della razza ariana; si produssero così - almeno inizialmente - forti tensioni tra i fascisti e i nazisti sulle questioni razziali.
Nel 1934, dopo che i nazisti austriaci fecero assassinare il cancelliere austriaco Engelbert Dollfuss, un alleato d'Italia, Mussolini rispose con una denuncia irata del nazismo. Mussolini rimproverò il nordicismo nazista, sostenendo che l'enfatizzazione posta dai nazisti su una "razza germanica" comune nordica fosse un'idea assurda, dicendo che "una razza germanica non esiste ... ripetiamo, non esiste. Questo lo dicono gli stessi scienziati e Hitler lo sa bene".
Il fatto che i tedeschi non fossero puramente nordici venne riconosciuto anche dal noto teorico razziale nazista Hans F.K. Günther nel suo libro Rassenkunde des deutschen Volkes (1922) ("Scienza razziale del popolo tedesco"), dove l'autore riconobbe i tedeschi come essere dei composti di cinque razze subtropicali ariane: la razza nordica, la razza mediterranea, la razza dinarica, la razza alpina ed infine quella orientale del Mar Baltico, affermando però che i nordici rappresentassro il grado più alto in una gerarchia razziale dei cinque sottotipi.
Nel corso del 1936 le tensioni tra l'Italia fascista e la Germania nazista si ridussero e le relazioni divennero più amichevoli. Nel 1936 Mussolini decise di lanciare un programma razziale anche in Italia ed si interessò agli studi razziali condotti da Giulio Cogni.. Cogni fu un nordicista ma non equiparò mai l'identità nordica con l'identità germanica, come veniva invece comunemente fatto dai nordicisti tedeschi. Cogni visitò poco dopo la Germania nazista dove rimase assai impressionato dalla sua teoria razziale e cercò di creare una propria versione della teoria razziale nordico-ariana. L'11 settembre del 1936 Cogni inviò a Mussolini una copia del suo libro appena pubblicato ed intitolato Il Razzismo.
Cogni dichiarò l'affinità razziale dei sottotipi razziali mediterranei e nordici della razza ariana sostenne che l'intersezione degli ariani nordici e degli ariani mediterranei in Italia aveva prodotto la sintesi superiore degli italiani ariani. Cogni affrontò anche la questione delle differenze razziali presenti tra gli italiani settentrionali e quelli meridionali, dichiarando che gli italiani meridionali erano mescolati tra razze ariane e non ariane, fatto questo che egli sosteneva probabilmente a causa dell'infiltrazione dei popoli asiatici in epoca romana e successivamente delle invasioni da parte degli arabi.
In quanto tali Cogni considerò i mediterranei meridionali italiani come inquinati da tendenze orientalizzanti. In seguito avrebbe cambiato parere fino ad affermere che Nordici e Italiani meridionali erano gruppi strettamente connessi sia a livello razziale che spirituale. La sua opinione fu che essi si rivelarono generalmente responsabili di ciò che di migliore avesse prodotto la civiltà europea. Inizialmente Mussolini non fu colpito granché dal lavoro di Cogni ma le sue idee entrarono nella politica ufficiale fascista della razza qualche anno dopo.
Nel 1938 Mussolini cominciò a preoccuparsi del fatto che se il fascismo non avesse riconosciuto il patrimonio nordico degli italiani, il complesso mediterraneo di inferiorità sarebbe tornato a presentarsi nella società italiana. Pertanto, nell'estate del 1938, il governo fascista riconobbe ufficialmente gli italiani come essere di eredità nordica e di origine nordico-mediterranea e in un incontro con i membri del Partito Nazionale Fascista (PNF) nel giugno 1938 Mussolini si autoidentificò come nordico e dichiarò che la politica precedente focalizzata sul "mediterraneismo" doveva essere sostituita da una orientata sull'arianismo.

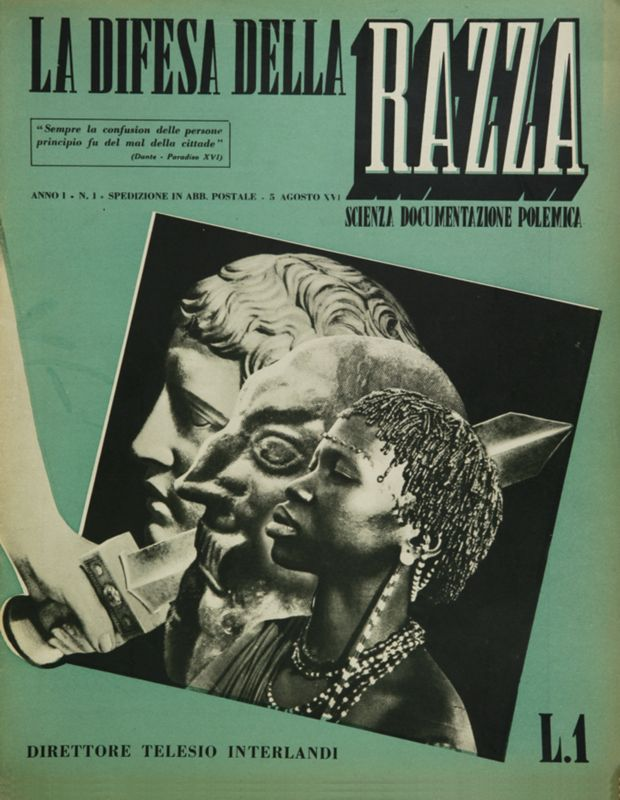
Copertina de La difesa della razza.

Il regime fascista iniziò la pubblicazione della rivista razziale La difesa della razza nel 1938, diretta da Telesio Interlandi. Il teorico razziale nordicista nonché antropologo Guido Landra svolse un ruolo importante nel primo numero del giornale e fece pubblicare il Manifesto degli scienziati razzisti.
Il manifesto ricevette però delle critiche sostanziali, includendovi anche quella riguardante la sua affermazione sugli italiani come "razza pura", visto che ciò era considerato come palesemente assurdo. La difesa pubblicò in seguito altre teorie che definirono gli italiani come ariani nordici, ad esempio la teoria che voleva che nell'Eneolitico i nordici Ariani giunsero nella penisola italiana.
Molti scrittori dell'epoca assunsero la tradizionale teoria nordicista secondo la quale il declino e la caduta dell'impero romano d'Occidente fosse dovuta all'arrivo di immigrati semitici. Gli scrittori di La difesa rimasero divisi nelle loro affermazioni che descrivevano come gli italiani si sarebbero potuti liberare dall'influenza semitica.
La direzione nordicista della politica razziale fascista fu contestata nel 1938 da una ripresa della fazione mediterranea in seno al PNF. Nel 1939 l'appoggio dei teorici della teoria razziale mediterranea respinsero i risultati razziali che volevano il popolo italiano appartenente ai popoli nordici; questa politica razziale "nativista" venne promossa in modo significativo dal professore di paleontologia Ugo Rellini.
Rellini rifiutò la nozione di invasioni su larga scala dell'Italia da parte degli ariani nordici nell'era Eneolitica e affermò invece che gli italiani fossero un popolo indigeno discendente dall'Uomo di Cro-Magnon; Rellini affermò che i popoli mediterranei e nordici arrivarono successivamente e si mescolarono pacificamente in piccole quantità con la popolazione indigena italiana.

Foto di Giacomo Acerbo.

Nel 1941 i mediterranei del PNF, per influenza di Giacomo Acerbo, presentarono una definizione completa della cosiddetta razza italiana. Tuttavia questi sforzi vennero contestati a causa dell'approvazione del nordicismo da parte di Mussolini con la nomina dello "spiritualista nordicista" Alberto Luchini a capo dell'"Ufficio razziale italiano" nel maggio del 1941, così come per l'interessamento del Duce al Nordicismo spirituale di Julius Evola alla fine del 1941.
Acerbo e i mediterranei nel loro "Alto Consiglio sulla demografia e la razza" cercarono di riportare il regime verso un sostegno del mediterraneismo denunciando accuratamente il Manifesto pro-nordicista degli scienziati razzisti. Il Consiglio riconobbe gli "Aryans" come un gruppo fondato sul linguaggio e condannò il Manifesto per la sua negazione dell'influenza della civiltà pre-ariana sull'Italia moderna, affermando che il Manifesto "costituisce una negazione indifendibile e indimostrabile delle scoperte antropologiche, etnologiche e archeologiche che sono avvenuti e stanno avvenendo nel nostro paese".
Inoltre il Consiglio denunciò il Manifesto per accreditare "implicitamente" gli invasori germanici dell'Italia sotto la sembianza dei Longobardi e per avere "una influenza formativa sulla razza italiana in misura sproporzionata al numero di invasori e al loro predominio biologico". Il Consiglio affermò inoltre che l'evidente superiorità degli abitanti dell'antica Grecia e dell'antica Roma rispetto alle antiche tribù germaniche rendeva inconcepibile che la cultura italiana dovesse sentirsi debitrice di fronte ai tedeschi ariani antichi.
Il Consiglio denunciò infine l'atteggiamento nordicistico del Manifesto verso i Mediterranei affermando che li "considerasse come degli schiavi" e che "rifiutava l'intera civiltà italiana".